# Blake Ross
Blake Ross   (Miami, 12 de juny de 1985) Blake Aaron Ross és un desenvolupador de programari conegut per la seva feina amb el navegador Mozilla i, en particular, pel projecte Mozilla Firefox que va iniciar amb Dave Hyatt, així com el projecte Spread Firefox amb Asa Dotzler quan treballava de contractista per la Fundació Mozilla. El 2005 va ser nominat per la revista Wired pel Top Rave Award. També va ser part de la Hot List de la revista Rolling Stone. Des del 2007, va treballar a Facebook com a Director de Producte fins que va dimitir a principis del 2013.

## Biografia
Blake Ross va néixer a Miami, Florida, es va criar a Key Biscayne, en una família jueva. La seva mare, Abby, és psicòloga, i el seu pare David és advocat. Té un germà i una germana grans. Ross va crear el seu primer lloc web a través d'America Online als 10 anys. A l'escola secundària, l'interès per SimCity el va portar a crear un parell de videojocs rudimentaris. Va assistir a l'escola secundària a Miami a la Gulliver Preparatory School, i es va graduar el 2003 mentre treballava simultàniament per a Mozilla, amb seu a Califòrnia.

## Firefox
Ross és molt conegut per ser cofundador, amb Dave Hyatt. , del projecte Mozilla Firefox. Ross va descobrir Netscape molt poc després que s'ocupés de codi obert i comencés a contribuir, l'experiència d'usuari frustrada de la seva mare amb Internet Explorer com a motor principal. Ross i Hyatt s'imaginaven un navegador més petit, fàcil d'utilitzar que podria tenir una atracció massiva i així va néixer el Firefox. El projecte de font obert guanyava impuls i popularitat, i el 2003 tots els recursos de Mozilla anaven als projectes Firefox i Thunderbird.
Va treballar com a intern a Netscape Communications Corporation als 16 anys. El 2003, es va matricular a la Universitat Stanford.
Llençat el novembre del 2004, quan Ross tenia 19 anys, el Firefox va escalar ràpidament share del mercat de navegadors (dominat per l'Internet Explorer), i va assolir 100 milions de descàrregues en menys d'un any.

## Altres feines
Ara Rosa passa gran part del seu temps per posar en marxa un nou projecte amb un altre exempleat de Netscape, joe Hewitt (el creador de Firefbug). Ross i Hewitt estan treballant per crear Parakey, una nova interfície d'usuari dissenyada per a fer de pont entre la taula de treball de l'usuari i la xarxa. Ross va revelar diversos detalls tècnics sobre el programa i de la seva nova companyia amb la presentació a l'IEEE Spectrum el novembre del 2006.
El 2015, Ross va escriure un guió específic per a Silicon Valley d'HBO.
Ross és l'autor de Firefox For Dummies publicat l'11 de gener del 2006.